# Иржи Ярошик
Иржи Ярошик е чешки футболист, централен полузащитник. Играл е за ПФК ЦСКА Москва, Челси, Бирмингам, шотландският Селтик и Криля Советов.

## Кариера
Ярошик започва кариерата си в чешкия гранд Спарта Прага. Играе там от 1996 до 2003 година, изиграва 101 мача и вкарва 20 попадения. През 1997 е даден под наем на Слован Либерец за 2 сезона. В началото на 2003 Иржи е закупен от руския ЦСКА Москва. Там изиграва най-силните си години, печели една титла на Русия и суперкупата на Русия. През 2003 получава „Бронзова подкова“, а през 2004 - сребърна. По-късно чешкият таран е забелязан от редица добри отбори. В началото на 2005 подписва с Челси, но изиграва едва 14 срещи. Ръководството не остава впечатлено и го дава под наем в Бирмингам Сити. Представя се стабилно за „Бирмингамци“, но все пак от Челси решават да не подновят договора му. В средата на 2006 г. таранът отива в Селтик със свободен трансвер. Там изиграва само 33 мача за двата сезона, в които вкарва 5 гола. През януари 2008 Иржи подписва договор с ФК Криля Советов, но дебютира чак на 2 май в мач срещу Амкар. Ярошик изиграва 49 мача за двата си сезона при „самарци“. Той е вторият най-висок в отбора след Ян Колер. На 14 януари 2010 подписва със Сарагоса. Там е използван предимно като централен защитник. На 13 август 2011 Ярошик се връща в Спарта Прага със свободен трансфер.

## Национален тим
От 2000 до 2005 Иржи е национал на Чехия, но не успява да играе на голям форум. Изиграва 23 мача за националния отбор.